# Das Lied des Lebens (1916)
Das Lied des Lebens ist ein Kriminalfilm von 1916 der Stummfilmreihe Tom Shark.

## Handlung
Ein inhaftierter Mönch bricht aus, kehrt aber reumütig zurück. 

## Hintergrund
Produziert wurde der Film von der Decla-Film-Gesellschaft Holz & Co. Er hatte eine Länge von vier Akten. Von der Zensur wurde er im November 1916 geprüft. Die Polizei Berlin belegte ihn mit einem Jugendverbot (Nr. 39996). Die Uraufführung war am 24. November 1916.